# Ferd
Ferd AS er et norsk holdingselskab, der investerer i virksomheder i industri-, finans- og ejendomssektoren. Det ejes af Johan H. Andresen og hans to døtre Katharina Andresen og Alexandra Andresen. Virksomhedens har flere forretningsområder: Ferd Capital og Ferd Invest, Ferd External Managers og Ferd Real Estate.
Virksomheden blev etableret i 2001, da Tiedemanns-Joh. H. Andresen DA og Hartog & Co AS fusionerede til Ferd AS. Virksomhedens historie går tilbage til 1849, da Andresen-familien opkøbte J. L. Tiedemanns Tobaksfabrik. Den oprindelige tobaksvirksomhed blev solgt til Skandinavisk Tobakskompagni i 1998.
Ferds datterselskaber inkluderer: Swix, Elopak, Mestergruppen, Interwell, Aibel, Mnemonic, Servi Group, Fürst Medisinske Laboratorium, Infotjenester Group og Desenio AB.